# Грбови рејона Чељабинске области
Грбови рејона Чељабинске области обухвата галерију грбова административних јединица руске области Чељабинске области, са статусом градских округа и рејона, те њихове историјске грбове (уколико их има).
Већина грбова настала је након успостављања Руске Федерације и Чељабинске области, као њеног саставног субјекта.

## Грбови округа и рејона
- 1 — Грб рејона 
 Агаповски
- 2 — Грб рејона 
 Аргајашски
- 3 — Грб рејона 
 Ашински
- 4 — Грб рејона 
 Бредински
- 5 — Грб рејона 
 Варненски
- 6 — Грб рејона 
 Верхњеураљски
- 7 — Грб рејона 
 Јеманжељински
- 8 — Грб рејона 
 Јеткуљски
- 9 — Грб рејона 
 Картаљински
- 10 — Грб рејона 
 Касљински
- 11 — Грб рејона 
 Катав-Ивановски
- 12 — Грб рејона 
 Кизиљски
- 13 — Грб рејона 
 Коркински
- 14 — Грб рејона 
 Красноармејски
- 15 — Грб рејона 
 Кунашашки
- 16 — Грб рејона 
 Кусински
- 17 — Грб рејона 
 Нагајбашки
- 18 — Грб рејона 
 Њазепетровски
- 19 — Грб рејона 
 Октобарски
- 20 — Грб рејона 
 Пластовски
- 21 — Грб рејона 
 Саткински
- 22 — Грб рејона 
 Сосновски
- 23 — Грб рејона 
 Тројицки
- 24 — Грб рејона 
 Увељски
- 25 — Грб рејона 
 Ујски
- 26 — Грб рејона 
 Чебаркуљски
- 27 — Грб рејона 
 Чесменски